# Langage de modélisation

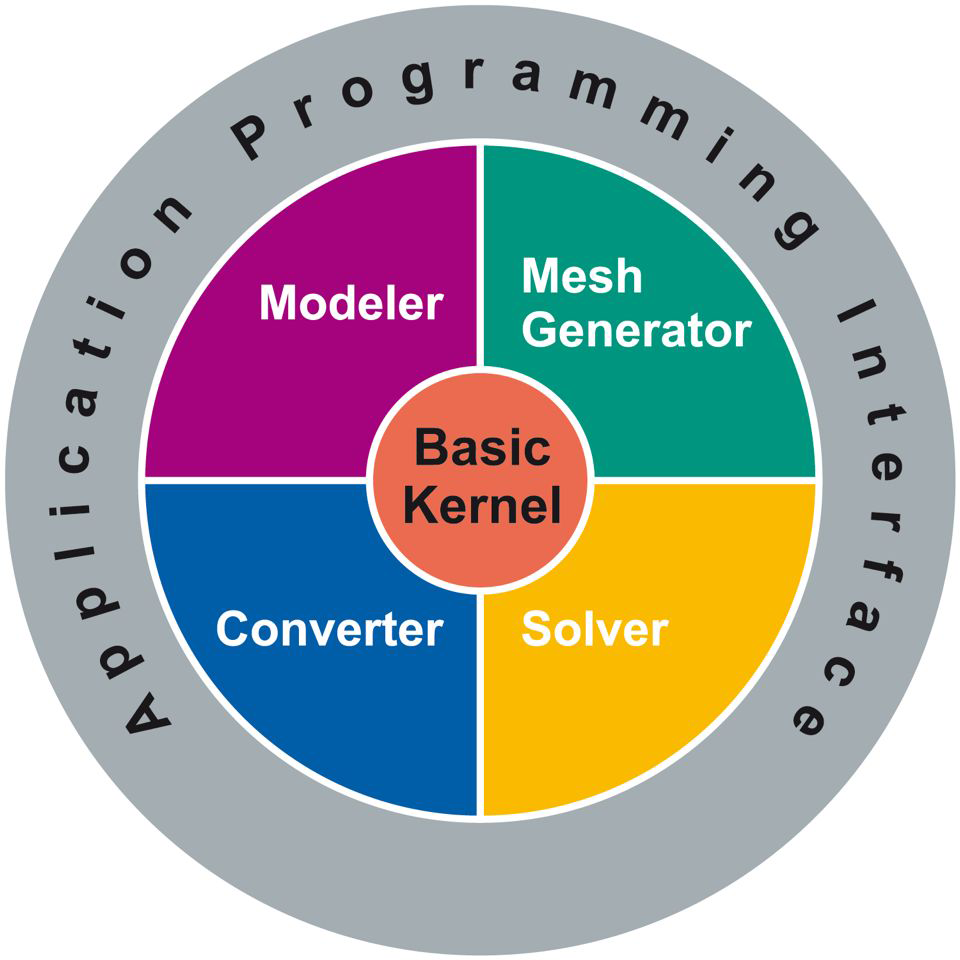
Ce diagramme circulaire représente l'architecture d'une interface de programmation d'application (API) pour la modélisation. Il illustre les interactions entre le noyau central (Basic Kernel) et les modules spécialisés (Modeleur, Générateur de maillage, Convertisseur, Solveur).

Un langage de modélisation est un langage artificiel qui peut être utilisé pour exprimer de l'information ou de la connaissance ou des systèmes dans une structure qui est définie par un ensemble cohérent de règles. 
Les règles sont utilisées pour l'interprétation de la signification des composants dans la structure.

## Langages graphiques et textuels
Un langage de modélisation peut être graphique ou textuel.
Les langages de modélisation graphiques utilisent des techniques de diagrammes avec des symboles associés à des noms qui représentent les concepts et des lignes qui connectent les symboles et qui représentent les relations et les diverses autres annotations graphiques pour représenter les contraintes.
Les langages de modélisation textuels utilisent typiquement des mots-clés standardisés accompagnés de paramètres pour rendre les expressions interprétables par les ordinateurs.
Un exemple de langage de modélisation graphique et un langage de modélisation textuel correspondant est EXPRESS-G et EXPRESS (ISO 10303-11).

## Domaines fonctionnels
On utilise différentes sortes de langages de modélisation dans des disciplines variées :
- Informatique,
- Gestion de l'information,
- Modélisation de processus d'affaires (en anglais : business process modeling),
- Génie logiciel,
- Ingénierie des systèmes.

## Exemples de langages de modélisation
- EXPRESS et EXPRESS-G (ISO 10303-11) est un standard international de langage de modélisation des données dont le champ d'application est général. Il est utilisé, entre autres, pour spécifier différents modèles de données de standards ISO, comme les protocoles d'application de ISO 10303 (STEP), ISO 13584, ISO 15926 et d'autres.

- SysML
- Business Process Modeling Notation
- Energy Systems Language
- Unified modeling language (UML) et ses antécédents :
  - Object Modeling Technique
  - Méthode Booch
  - OOSE